# Chokkadoddi, Mulbagal
Chokkadoddi là một làng thuộc tehsil Mulbagal, huyện Kolar, bang Karnataka, Ấn Độ.